# Murina recondita
Murina recondita és una espècie de ratpenat de la família dels vespertiliònids. És endèmica de Taiwan.
El seu hàbitat natural són els boscos situats a altituds de més de 1.400 msnm. A Chiayi, l'àmbit de distribució de M. recondita s'encavalca amb el de M. gracilis. Les dues espècies també viuen en proximitat a Hualien.
M. recondita és un membre relativament petit del gènere Murina. L'avantbraç fa entre 28 i 31,5 mm de llargada.